# Orkester (film)
Orkester je slovenski celovečerni črno-beli komično-dramski film iz leta 2021, ki ga je režiral in zanj napisal scenarij Matevž Luzar. Na 25. festivalu slovenskega filma je prejel vesno za najboljši celovečerni film, ob tem pa še vesni za najboljši scenarij (Luzar) in fotografijo (Simon Tanšek). Leta 2022 je bil izbran kot slovenski kandidat za oskarja za najboljši tujejezični film, kjer ni prišel v ožji izbor.

## Vloge
- Gregor Zorc kot Stojan
- Gregor Čušin kot Rajko
- Jernej Kogovšek kot Emir
- Alexander Mitterer kot Alois
- Marie Hofstätter kot Marie
- Lovro Lezič kot Pajo
- Gaber K. Trseglav kot Ive
- Vesna Pernarčič kot Kati
- Ana Facchini kot Magi
- Mateja Pucko kot Alenka
- Mojca Funkl kot Blanka
- Marinka Štern kot Zdenka
- Ela Murko kot Maruša
- Ines Pavlič kot Petra
- Matej Abrahamsberg kot Cene
- Marjana Mlinarič Pikelj kot predsednica
- Klaudia Reichenbacher kot županja